# Eleonora Di Nezza
Eleonora Di Nezza (10 dicembre 1986) è una matematica italiana, ricercatrice del CNRS presso il Centre de mathématiques Laurent-Schwartz e professoressa di matematica all'Ecole Polytechnique di Palaiseau. La sua ricerca si colloca all'intersezione di vari rami della matematica, tra cui la geometria complessa e differenziale, e si concentra sulla geometria di Kahler.

## Istruzione e carriera
Di Nezza ha conseguito la laurea magistrale in Matematica presso l'Università La Sapienza di Roma e ha svolto il dottorato di ricerca tra l'Università di Roma Tor Vergata e l'Università Paul Sabatier di Tolosa, durante il quale ha riunificato i risultati sugli spazi di Sobolev frazionari in collaborazione con Giampiero Palatucci ed Enrico Valdinoci. La sua tesi di dottorato riguardava la geometria delle equazioni di Monge-Ampère complesse su varietà di Kähler compatte.
Dopo aver ricevuto il dottorato, è diventata borsista post-dottorato all'Imperial College di Londra, con una borsa di studio Marie Curie, durante la quale si è unita al Mathematical Sciences Research Institute di Berkeley. Nel 2017 si è trasferita in Francia per unirsi all'Institut des Hautes Études Scientifiques, prima di diventare docente alla Sorbonne Université e professoressa di matematica all'École polytechnique.

## Riconoscimenti
Nel 2021 le è stata conferita la medaglia di bronzo del CNRS. Ha ricevuto nel 2023 il Prix Reine-Elizabeth della Fondazione Pierre Le Conte dell'Accademia francese delle scienze ed il Premio Bartolozzi.
Nel 2023 è stata nominata membro junior dell'Institut Universitaire de France. 